# هرزنديق
هرزنديق هي قرية في مقاطعة هريس، إيران. عدد سكان هذه القرية هو 109 في سنة 2006.